# The Halo Benders
The Halo Benders est un groupe de rock indépendant américain. Il est formé en tant que projet parallèle par Calvin Johnson (Beat Happening) et Doug Martsch (Built to Spill).

## Biographie
The Halo Benders est formé comme projet parallèle de Doug Martsch du groupe Built to Spill et de Calvin Johnson de Beat Happening. Martsch invite Johnson au chant pour un morceau qui n'a pas encore été écrit, et cette invitation les mène à se consacrer à plein temps aux Halo Benders. Le bassiste Wayne Rhino Flower - un autre ancien membre des Treepeople, et aussi de Violent Green - et le batteur Ralf Youtz, qui jouait sur le premier album des Built to Spill, allient leurs forces à la section rythmique.
En 1994, The Halo Benders publient leur premier vinyle, Canned Oxygen, au label Atlas Records, qui est très vite suivi par un premier album studio, God Don't Make No Junk, au label K Records, dirigé par Johnson. Il est bien accueilli par la presse spécialisée,, et fait participer Steve Fisk aux claviers. The Halo Benders enregistrent une suite à l'album, Don't Tell Me Now, qui est publié en 1996, et fait participer instrumentalement le producteur Phil Ek. Un troisième album verra le jour intitulé The Rebels Not In, qui fait participer Heather Dunn de Beat Happening. Les dates de tournée de Built to Spill prennent de plus en plus d'ampleur, et The Halo Benders doivent se mettre en pause indéfinie.
Le groupe se réunit sporadiquement pour des concerts en 2007, puis en 2015.

## Membres
- Calvin Johnson - chant, guitare
- Doug Martsch - guitare, chant, basse
- Ralf Youtz - batterie, guitare
- Wayne Flower - basse, batterie
- Steve Fisk - claviers
- Heather Dunn - guitare (sur The Rebels Not In)

## Discographie

### Albums studio
- 1994 : God Don't Make No Junk (K Records)
- 1996 : Don't Tell Me Now (K Records)
- 1998 : The Rebels Not In (K Records)

### Singles et EP
- 1994 : Canned Oxygen (Atlas Records)
- 1995 : Don't Touch My Bikini (Fire Records)